# Oliver Kämmerer
Oliver Kämmerer (* 12. April 1988 in Erfurt) ist ein ehemaliger deutscher Eishockeyspieler, der während seiner Karriere großteils für seinen Heimatverein ESC Thüringen Erfurt, sowie für die Vereine Eispiraten Crimmitschau, ESC Halle 04, Icefighters Leipzig und ERV Schweinfurt spielte.

## Karriere
Oliver Kämmerer durchlief den Nachwuchsbereich des ESC Thüringen Erfurt, wo er unter anderem in der Junioren-Bundesliga auflief. In der Saison 2006/2007 wechselte er in die Seniorenmannschaft des Vereins. Zunächst spielte er hier in der Regionalliga, ein Jahr später in der Oberliga.
In einem Sichtungscamp, an dem der Stürmer teilnahm, wurde er vom sportlichen Verantwortlichen der Eispiraten Crimmitschau – Ronny Bauer – beobachtet. Die Eispiraten Crimmitschau gaben Kämmerer für die Saison 2008/09 darauf die Möglichkeit, sich beim Förderlizenzpartner in der Oberliga-Mannschaft des ESC Halle 04 zu etablieren und damit eventuell auch den Sprung in die 2. Bundesliga zu schaffen. Nach der Saison bekam Kämmerer kein neues Vertragsangebot der Westsachsen.
Kämmerer spielte bis zum Ende der Saison 2009/10 bei den Black Dragons Erfurt in der Regionalliga. In der Sommerpause wechselte er zunächst nach Höchstadt, allerdings absolvierte er kein einziges Spiel für den dortigen Verein. Vor dem ersten Testspiel kehrte er nach Sachsen zurück und bekam einen Vertrag für die Saison 2010/11 bei den Icefighters Leipzig aus der Oberliga. Weitere Stationen waren der ERV Schweinfurt in der Saison 2012/13 sowie sieben weitere Jahre bei den Black Dragons Erfurt. 2020 beendet er seine Profi-Karriere, seither läuft er auf Amateurebene für die zweite Erfurter Mannschaft als Eishockeytorwart auf.

## Karrierestatistik
(Legende zur Spielerstatistik: Sp oder GP = absolvierte Spiele; T oder G = erzielte Tore; V oder A = erzielte Assists; Pkt oder Pts = erzielte Scorerpunkte; SM oder PIM = erhaltene Strafminuten; +/− = Plus/Minus-Bilanz; PP = erzielte Überzahltore; SH = erzielte Unterzahltore; GW = erzielte Siegtore; 1 Play-downs/Relegation; Kursiv: Statistik nicht vollständig)